# توربن موسيل
توربن موسيل (مواليد 25 يوليو 1999) هو لاعب كرة قدم ألماني يلعب في مركز خط الوسط المهاجم أو مهاجم في نادي بوروسيا مونشنغلادباخ.

## روابط خارجية
- توربن موسيل على موقع الاتحاد الأوربي (الإنجليزية)
- توربن موسيل على موقع قاعدة بيانات كرة القدم.إي يو (الإنجليزية)
- توربن موسيل على موقع Soccerway.com (الإنجليزية)
- توربن موسيل على موقع عالم كرة القدم.نت (الإنجليزية)